# Axeltryck

Vägmärke för angivning av maximalt tillåtna axeltryck

Axeltryck är en beteckning som anger hur högt trycket från ett av ett fordons hjulaxlar är mot underlaget.

## Sverige

### Landsvägsfordon
Vid bärighetsklass (BK) 1 får axeltrycket vara max 11,5 ton på en drivande axel och 10 ton på en löpande axel. Vid bärighetsklass (BK) 2 får axeltrycket vara max 10 ton oavsett det är en drivande eller löpande axel. Vid bärighetsklass (BK) 3 är max axeltryck 8 ton, oavsett typ av axel.

### Järnvägsfordon
Axeltrycket det vertikala icke dynamiska tryck som en järnvägsaxel ger på järnvägsspåret. Varje järnvägsspår har ett största tillåtna axeltryck, STAX. Normal standard i Sverige och en del andra europeiska länder är 22,5 ton. Nybyggen och ombyggnader sker med 25 eller 30 ton så att det på sikt blir minst 25 på huvudlinjerna.